# Tiliacora lehmbachii
Tiliacora lehmbachii är en tvåhjärtbladig växtart som beskrevs av Adolf Engler. Tiliacora lehmbachii ingår i släktet Tiliacora och familjen Menispermaceae. Inga underarter finns listade i Catalogue of Life.